# Västertorps sim- och idrottshall

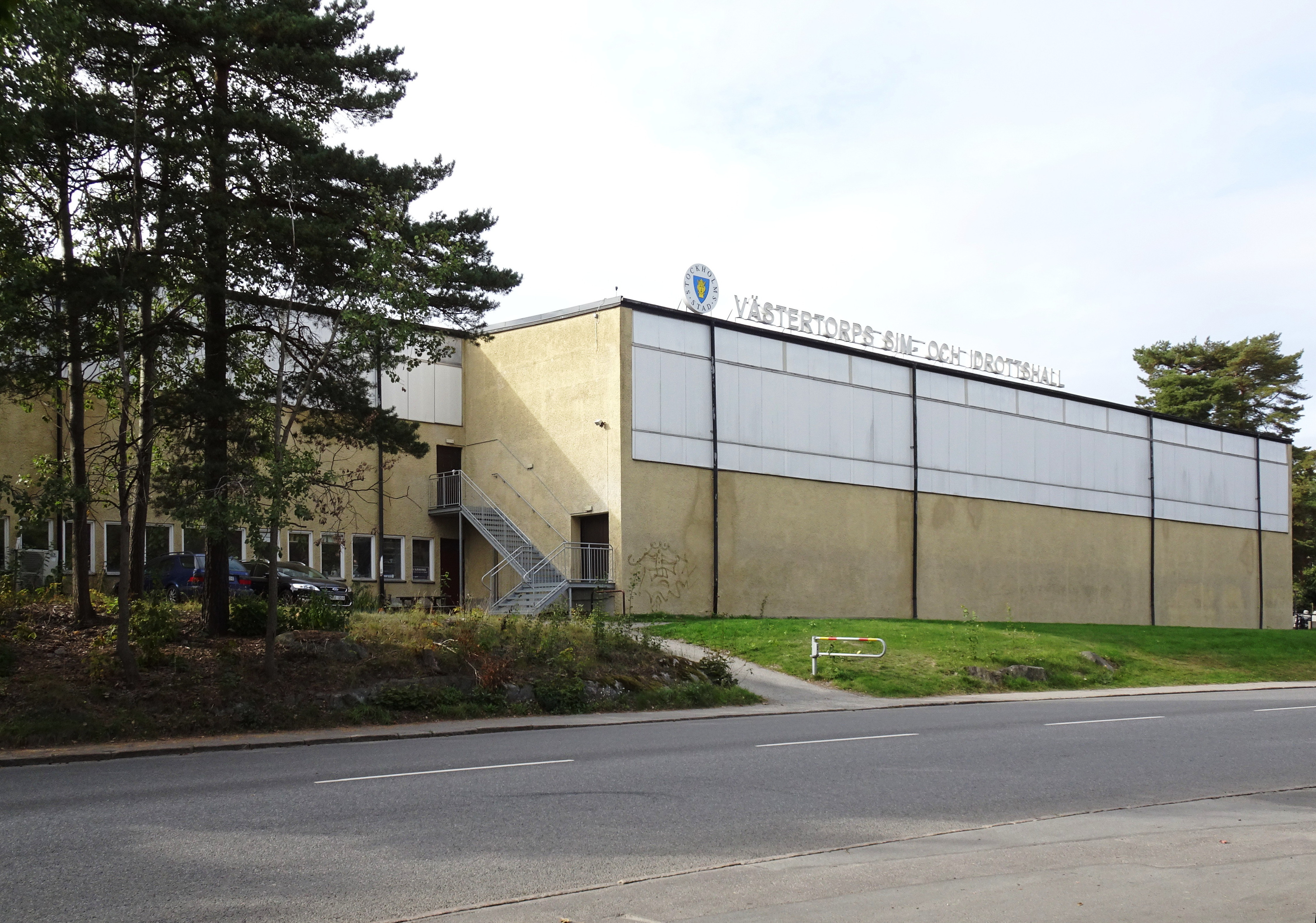
Västertorps sim- och idrottshall, sedd från Personnevägen, september 2016.

Västertorps sim- och idrottshall, kort Västertorpshallen, är en kommunal bad- och gymnastikanläggning i kvarteret Isprinsessan vid Personnevägen 90 i stadsdelen Västertorp i södra Stockholm.

## Beskrivning
I stadsplanen från 1947 för Västertorp, upprättad av stadsplanedirektören Sven Markelius, fastställdes att kvarteret Isprinsessan i hörnet Personnevägen / Skridskovägen skulle avsättas för "allmänna ändamål" i detta fall för undervisning och idrott. På tomtens sydvästra del byggdes sedan Västertorps gymnasium (1958-60) och på nordöstra delen Västertorpshallen. För båda projekt anlitades arkitekt Curt Laudon.
Västertorpshallen uppfördes mellan 1966 och 1967 med Stockholms stads idrotts- och friluftsstyrelse som byggherre. Anläggningen bestod ursprungligen av tre volymer;  simhallsbyggnad, sporthallsbyggnad och gymnastikbyggnad. Västertorpshallen fick en stor idrottshall på 20x40 meter och en liten på 16x34 meter. Stora bassängen är 25 meter lång med hopptorn och får överljus från en stor rektangulär taklanternin. Bassängens djup är mellan 0,7 och 3,8 meter. Dessutom finns lilla bassängen, äventyrsbad, bastu och snabbsimbana samt café.
Byggnaden har förändrats 1988 främst genom att fönsterbanden mot sydväst och nordost satts igen på ett okänsligt sätt. Det medförde även att stora och lilla hallen inte fick något dagsljus längre. Utanför huvudentrén står sedan 1976 skulpturgruppen Efter badet av konstnären Pye Engström. 1992 planerades ett äventyrsbad i vinkel mot innergården, men planen fullföljdes aldrig. Istället byggdes ett gym för styrketräning.

## Bilder

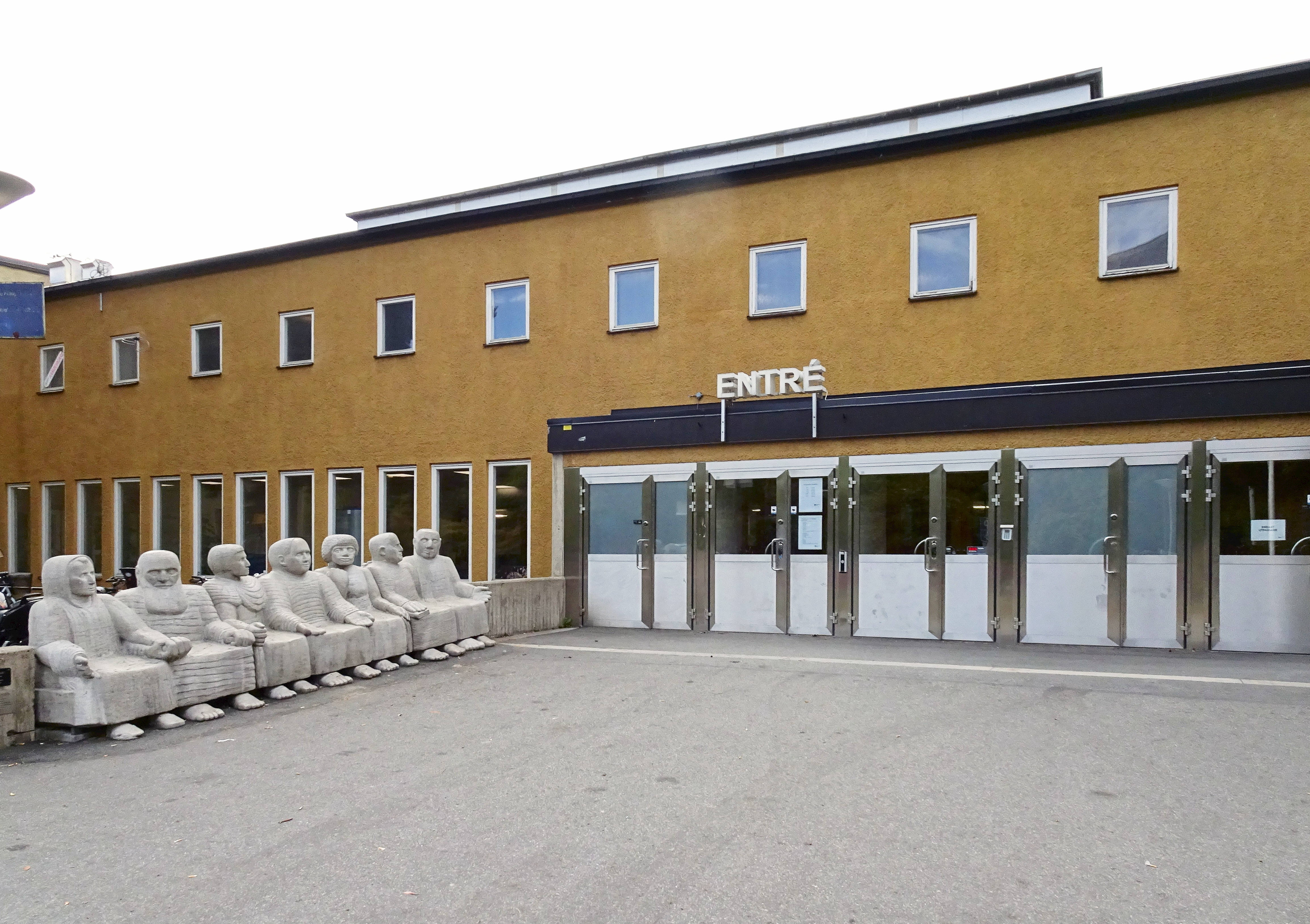
Entrén med skulpturgruppen "Efter badet"
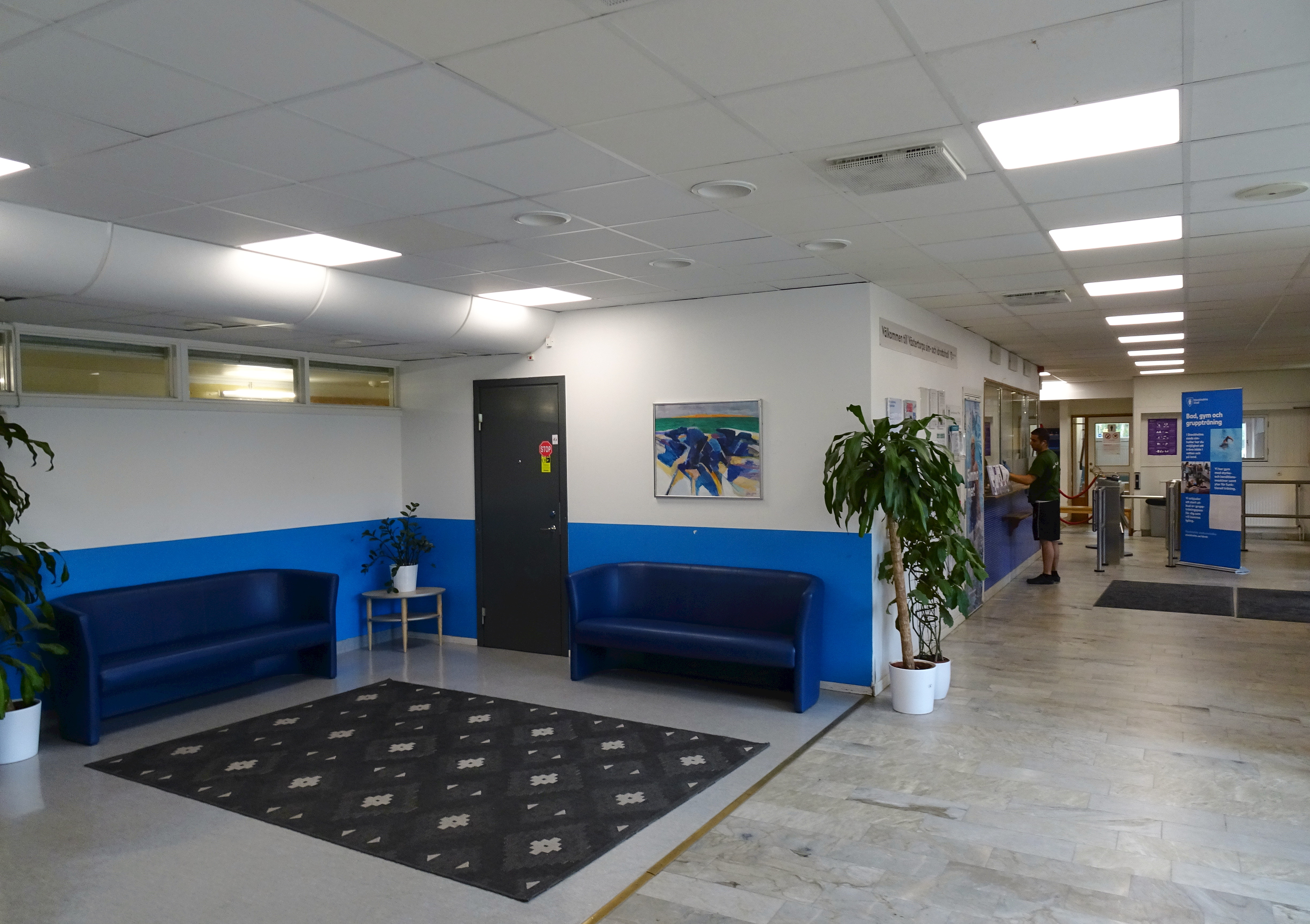
Entréhallen
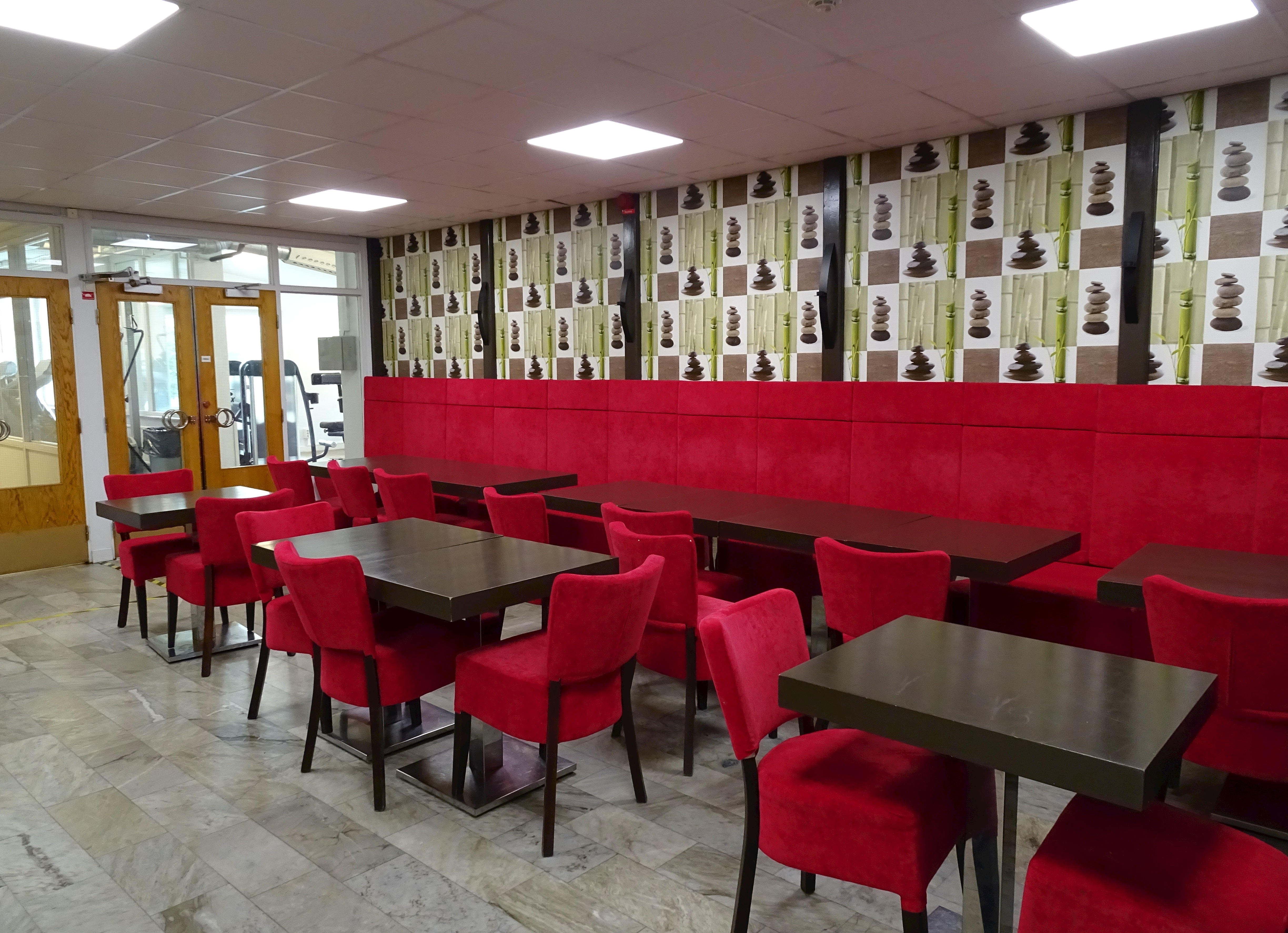
Café
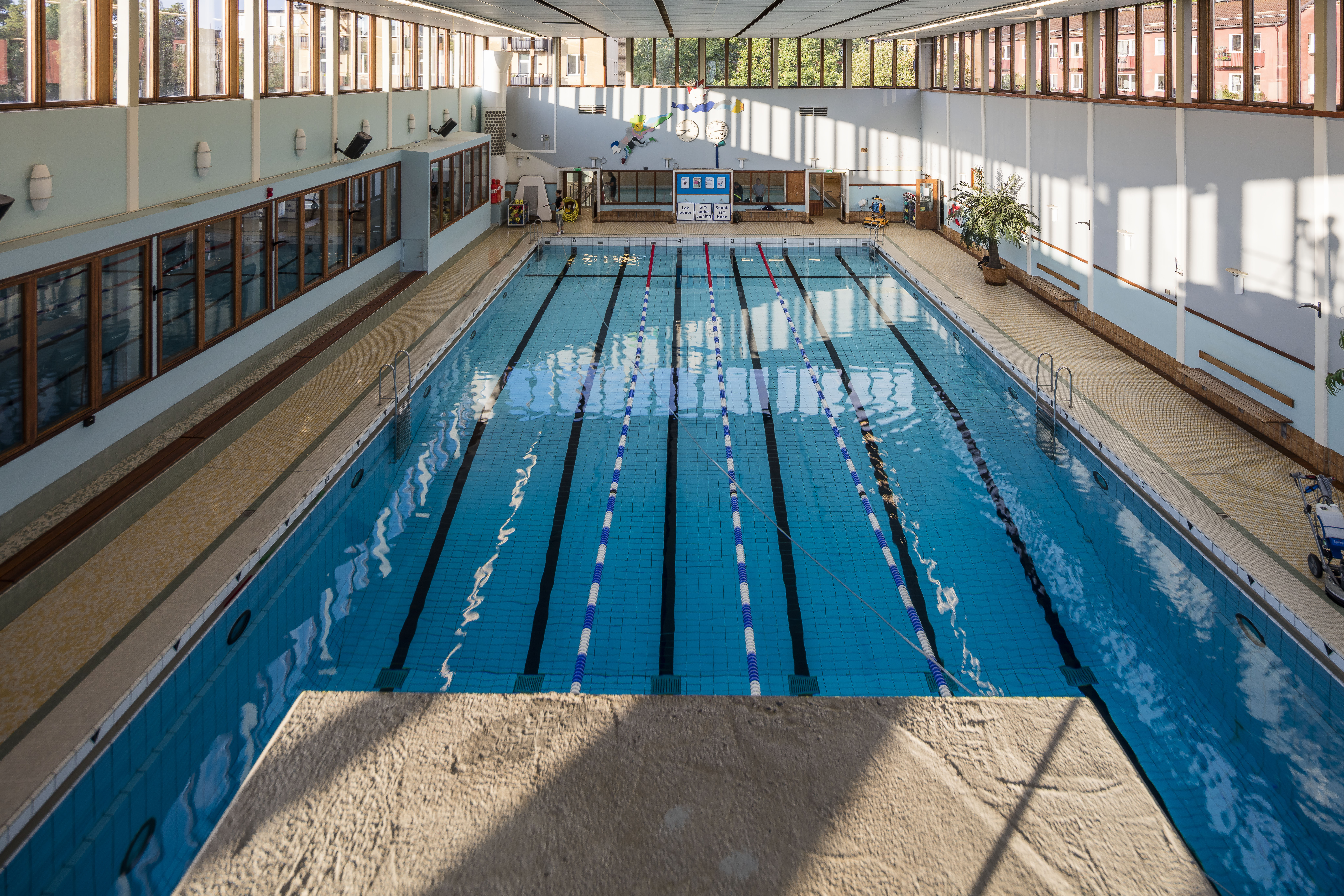
Stora bassängen
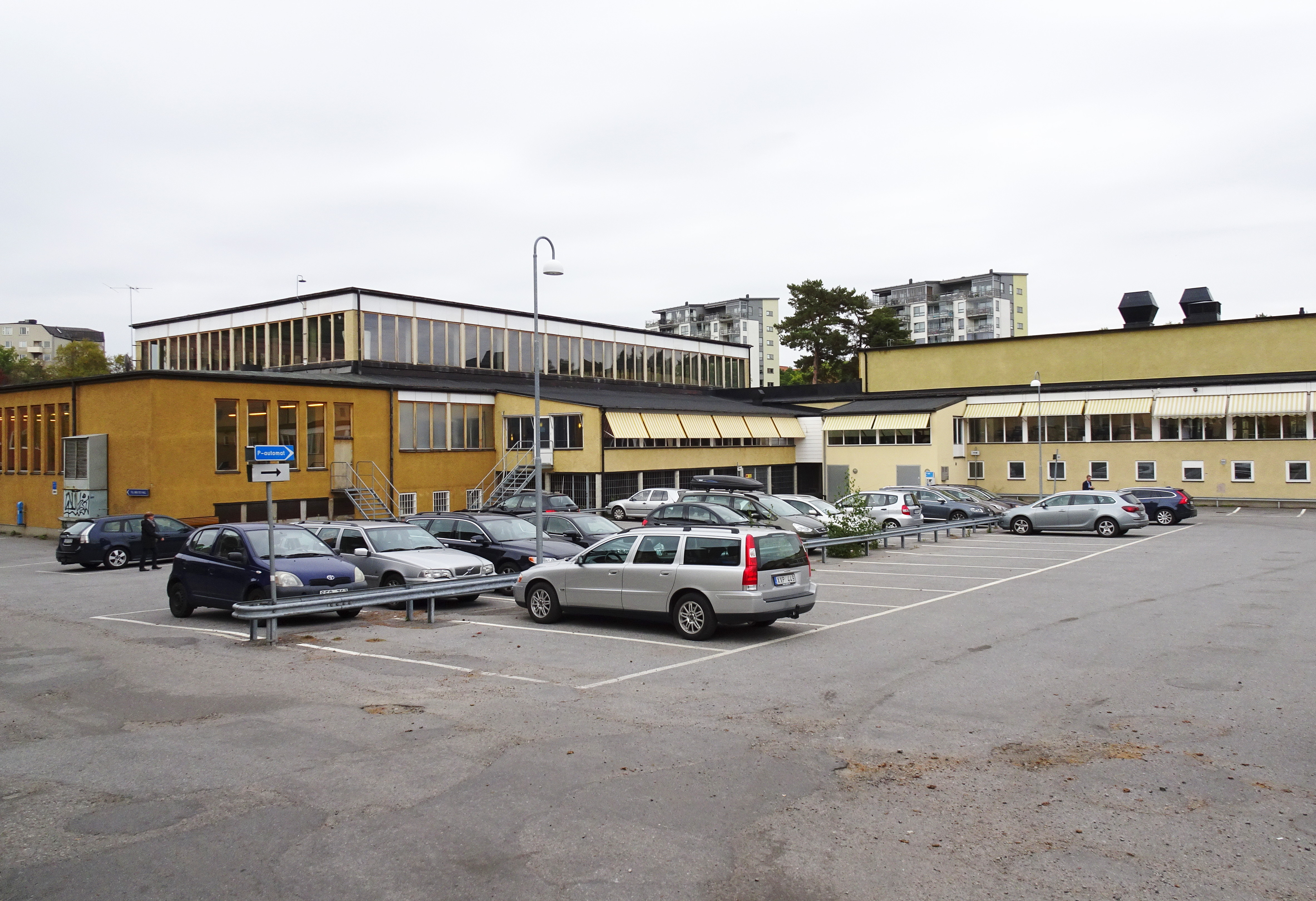
Innergården och parkering